# Trochostilifer
Genre
Trochostilifer est un genre de mollusques gastéropodes de la famille Eulimidae. Les espèces rangées dans ce genre sont marines et parasitent des échinodermes ; l'espèce type est Trochostilifer domus.

## Distribution
Les espèces sont présentes dans l'océan Pacifique, notamment aux Philippines et en Nouvelle-Calédonie.

## Liste d'espèces
Selon World Register of Marine Species (28 août 2017) :
- Trochostilifer domus Warén, 1980
- Trochostilifer entospinea Warén, B. L. Burch & T. A. Burch, 1984
- Trochostilifer eucidaricola Warén & Moolenbeek, 1989
- Trochostilifer hawaiiensis Warén, B. L. Burch & T. A. Burch, 1984
- Trochostilifer mortenseni Warén, 1980
- Trochostilifer phyllacanthicola Habe, 1989
- Trochostilifer striatus (Hedley, 1905)